# Чаггунс
Чаггунс (нім. Tschagguns) — містечко й громада округу Блуденц в землі Форарльберг, Австрія. Чаггунс лежить на висоті 685 м над рівнем моря і займає площу 57,67 км². Громада налічує 2169 мешканців. Густота населення 38/км².  
Округ Блуденц лежить на півдні Форальбергу і межує зі Швейцарією. Місцеве населення, як і мешканці всього Форальбергу, розмовляє алеманським діалектом німецької мови, а тому ближче до швейцарців, ніж до населення більшої частини Австрії, яке розмовляє баварсько-австрійським діалектом. Кожне містечко й сільце області має розвинуту інфраструктуру для прийому туристів і дбає про свої музеї та інші визначні місця.     
У місті є залізнична станція.
|                                  |
| Чаггунс на мапі округу та землі. |

Адреса управління громади: Latschaustraße 1, 6774 Tschagguns. 

## Демографія
Історична динаміка населення міста за даними сайту Statistik Austria